# Michał Mostnik
Michał Mostnik, (ksb: Michôł Pontanus), znany także jako Pontanus, Michael Brüggeman(n) lub Brückmann, (ur. w 1583 w Słupsku, zm. 7 września 1654) – kapelan książąt pomorskich, duchowny luterański, jeden z pierwszych autorów dzieł literackich w gwarze słowińskiej języka kaszubskiego (po Szymonie Krofeyu).

## Życiorys
Syn Jana Brüggemana (Brückmanna) (tokarza lub stolarza ze Słupska) i Elżbiety z domu Wurst. Ukończywszy szkołę miejską udał się na wieloletnie studia, najpierw w seminarium teologicznym w Magdeburgu, kolejne 4 lat spędził w Wittenberdze, w latach 1606 – 1610 pogłębiał studia w Helmstedt, Jenie i Lipsku, by zakończyć je ostatecznie w Wittenberdze.
Został nadwornym duchownym u księcia szczecińskiego Filipa II (1573–1618), skąd przeniósł się na dwór księżnej Erdmuty (1561–1623) w Słupsku i objął stanowisko pastora w Smołdzinie. W 1623 dziedziczką dóbr słupskich została siostra ostatniego księcia pomorskiego Bogusława XIV Gryfity – księżna Anna de Croy. Michał Mostnik został jej kapelanem, doradcą, a także wychowawcą jej syna. Jak długo pozostawał w łaskach księżnej nie wiadomo; ostatnie lata spędził w biedzie.
W 1637 wymarli pomorscy Gryfici, ziemie Pomorza prawie w całości zagarnęli pod bezpośrednie władanie elektorzy brandenburscy. Mostnik objął parafię w Smołdzinie, gdzie przypuszczalnie nauczył się gwary słowińskiej. Ponieważ luteranizm kładł nacisk na oświatę religijną w językach narodowych, istniała potrzeba wydania pism religijnych w języku kaszubskim dla nieznających języka niemieckiego Słowińców z okolic Słupska i Łeby.
Na polecenie księżnej Anny, Mostnik w 1643 przetłumaczył i wydał w Gdańsku w drukarni Jerzego Rheta „Mały Catechizm D. Marcina Luthera, niemiecko-wandalski albo słowiński, to jest z niemieckiego języka w słowiński, wystawiony y na jawność wydan z przydatkiem Siedem psalmów pokutnych Dawida y inszich potrzebnych rzeczy, osobliwie Historiy pasyi naszego Pana Jezusa Według ewangelisty Mattheusza y niektórych piesn duchownych”. Katechizm Mostnika był wydany jeszcze dwukrotnie w 1758 i 1828. Był także autorem książki: „Passya to jest Historia o męce, śmierci y pogrzebie Pana naszego Jezusa Christusa Zbawiciela wszego swiata”. Jemu też przypisuje się wydanie „Agendy wittenberskiej”. Także swoje kazania Mostnik wygłaszał w gwarze słowińskiej.
Działalność Mostnika i innych pastorów kaszubskich przyczyniła się do przetrwania gwary słowińskiej aż do początku XX w. Piśmiennicze pamiątki po Michale Mostniku poświadczają, że także na Pomorzu ewangelikami byli nie tylko Niemcy, ale musiał istnieć spory zastęp rodzimej ludności kaszubskiej – w przeciwnym wypadku druk słowińskich książek byłby bezcelowy.

## Kontrowersje
Część polskich historyków polemizuje z powyższą charakterystyką Mostnika jako krzewiciela języka kaszubskiego na Pomorzu Słupskim. Oto co pisze prof. Zygmunt Szultka: [...] Taki obraz smołdzinskiego pastora był bardzo daleki od rzeczywistości, gdyż rodowe nazwisko jego brzmiało Brüggemann. Pochodził on z typowej rodziny niemieckiej od pokoleń związanej z Luleminem, wsią miejską Słupska. Michał urodził się w Słupsku, otrzymał niemieckie wychowanie, gdyż jego opiekunowie byli bardzo niechętni mowie kaszubskiej. Dziesięć lat kształcił się na niemieckich uniwersytetach. Kiedy został powołany na pastora w Smołdzinie, prawdopodobnie nie znał języka polskiego i kaszubskiego i w 1643 r. znał je jeszcze tak słabo, iż o przekładach tekstów religijnych z niemieckiego na język polski nie mógł nawet marzyć. W Smołdzinie jego dom był bowiem domem niemieckim i dlatego jego syn Michał po odbytych studiach teologicznych nie mógł objąć probostwa w Kołczygłowach i Wrześciu, gdyż nie znał on należycie ani języka polskiego, ani kaszubskiego. Michał Brüggemann nie przetłumaczył Małego katechizmu Marcina Lutra i innych pism kościelnych, a jedynie przygotował je do druku.[...]